# Allmän namnsdag
Allmän namnsdag infaller på nyårsdagen den första januari och är dagen då man firar dem som inte har någon annan namnsdag. Den allmänna namnsdagen infördes på 1990-talet av Svenska Akademiens ständige sekreterare Sture Allén genom publicering i Akademialmanackan.